# Феліпе Кайседо
Феліпе Кайседо (ісп. Felipe Caicedo, нар. 5 вересня 1988, Гуаякіль) — еквадорський футболіст, нападник саудівського клубу «Абха». Грав у складі національної збірної Еквадору.

## Клубна кар'єра
Народився 5 вересня 1988 року в місті Гуаякіль. Вихованець футбольної школи клубу «Росафуерте».
У дорослому футболі дебютував 2006 року виступами за команду швейцарського «Базеля», в якій провів два сезони, взявши участь у 47 матчах чемпіонату.
Згодом з 2008 по 2011 рік грав у складі команд англійського «Манчестер Сіті», португальського «Спортінга» (Лісабон), іспанських «Малаги» та «Леванте».
Своєю грою за останню команду привернув увагу представників тренерського штабу московського «Локомотива», до складу якого приєднався 2011 року. Відіграв за московських залізничників наступні три сезони своєї ігрової кар'єри.
До складу еміратської «Аль-Джазіри» приєднався 2014 року. Протягом 2014–2017 років грав в Іспанії за «Еспаньйол».
2017 року перейшов до італійського «Лаціо». Протягом наступних чотирьох сезонів відіграв понад 100 матчів у Серії A.
31 серпня 2021 року приєднався до «Дженоа». У цій команді був гравцем ротації, а за півроку перейшов до «Інтернаціонале», у складі команди якого протягом першої половини 2022 року лише тричі виходив на поле в офіційних іграх.
У серпні 2022 року досвідчений захисник знайшов варіант продовжити кар'єру в Саудівській Аравії, уклавши однорічний контракт з місцевим клубом «Абха».

## Виступи за збірну
2005 року дебютував в офіційних матчах у складі національної збірної Еквадору. Наразі провів у формі головної команди країни 68 матчів, забивши 22 голи.
У складі збірної був учасником розіграшу Кубка Америки 2007 року у Венесуелі, розіграшу Кубка Америки 2011 року в Аргентині, а також чемпіонату світу 2014 року.
| Дата       | Місто                 | Господарі  | Результат | Гості     | Турнір                       | Голи | Примітки |
| ---------- | --------------------- | ---------- | --------- | --------- | ---------------------------- | ---- | -------- |
| 4-5-2005   | Іст-Ратерфорд         | Еквадор    | 1 – 0     | Парагвай  | товариський матч             | -    | 63'      |
| 6-9-2006   | Іст-Ратерфорд         | Еквадор    | 1 – 1     | Перу      | товариський матч             | -    | 71'      |
| 10-10-2006 | Стокгольм             | Бразилія   | 2 – 1     | Еквадор   | товариський матч             | -    | 46'      |
| 18-1-2007  | Куенка                | Еквадор    | 2 – 1     | Швеція    | товариський матч             | -    | 46'      |
| 21-1-2007  | Кіто                  | Еквадор    | 1 – 1     | Швеція    | товариський матч             | -    | 46'      |
| 25-3-2007  | Тампа                 | США        | 3 – 1     | Еквадор   | товариський матч             | 1    | 72'      |
| 28-3-2007  | Окленд                | Еквадор    | 2 – 4     | Мексика   | товариський матч             | -    | 59'      |
| 3-6-2007   | Мадрид                | Еквадор    | 1 – 2     | Перу      | товариський матч             | -    | 71'      |
| 6-6-2007   | Мадрид                | Еквадор    | 2 – 0     | Перу      | товариський матч             | -    | 58'      |
| 23-6-2007  | Барранкілья           | Колумбія   | 3 – 1     | Еквадор   | товариський матч             | -    |          |
| 27-6-2007  | Пуерто-Ордас          | Еквадор    | 2 – 3     | Чилі      | Копа Америка 2007 - 1-й етап | -    | 76'      |
| 4-7-2007   | Пуерто-ла-Крус        | Еквадор    | 0 – 1     | Бразилія  | Копа Америка 2007 - 1-й етап | -    | 77'      |
| 22-8-2007  | Кіто                  | Еквадор    | 1 – 0     | Болівія   | товариський матч             | -    | 46'      |
| 8-9-2007   | Кіто                  | Еквадор    | 5 – 1     | Сальвадор | товариський матч             | 1    | 67'      |
| 12-9-2007  | Сан-Педро-Сула        | Гондурас   | 2 – 1     | Еквадор   | товариський матч             | -    | 46'      |
| 17-11-2007 | Асунсьйон             | Парагвай   | 5 – 1     | Еквадор   | Відбір до ЧС 2010            | -    | 74'      |
| 26-3-2008  | Латакунґа             | Еквадор    | 3 – 1     | Гаїті     | товариський матч             | -    | 54'      |
| 18-6-2008  | Кіто                  | Еквадор    | 0 – 0     | Колумбія  | Відбір до ЧС 2010            | -    | 81'      |
| 20-8-2008  | Іст-Ратерфорд         | Колумбія   | 0 – 1     | Еквадор   | товариський матч             | -    | 77'      |
| 18-6-2008  | Кіто                  | Еквадор    | 0 – 0     | Колумбія  | Відбір до ЧС 2010            | -    | 81'      |
| 6-9-2008   | Кіто                  | Еквадор    | 3 – 1     | Болівія   | Відбір до ЧС 2010            | 1    | 22' 76'  |
| 10-9-2008  | Монтевідео            | Уругвай    | 0 – 0     | Еквадор   | Відбір до ЧС 2010            | -    | 79'      |
| 12-10-2008 | Кіто                  | Еквадор    | 1 – 0     | Чилі      | Відбір до ЧС 2010            | -    | 85'      |
| 15-10-2008 | Пуерто-ла-Крус        | Венесуела  | 3 – 1     | Еквадор   | Відбір до ЧС 2010            | -    |          |
| 29-3-2009  | Кіто                  | Еквадор    | 1 – 1     | Бразилія  | Відбір до ЧС 2010            | -    | 90+2'    |
| 1-4-2009   | Кіто                  | Еквадор    | 1 – 1     | Парагвай  | Відбір до ЧС 2010            | -    | 46'      |
| 10-6-2009  | Кіто                  | Еквадор    | 2 – 0     | Аргентина | Відбір до ЧС 2010            | -    | 79'      |
| 10-10-2009 | Кіто                  | Еквадор    | 1 – 2     | Уругвай   | Відбір до ЧС 2010            | -    | 66'      |
| 3-7-2011   | Санта-Фе              | Парагвай   | 0 – 0     | Еквадор   | Копа Америка 2011 - 1-й етап | -    |          |
| 9-7-2011   | Сальта                | Венесуела  | 1 – 0     | Еквадор   | Копа Америка 2011 - 1-й етап | -    |          |
| 13-7-2011  | Кордова               | Бразилія   | 4 – 2     | Еквадор   | Копа Америка 2011 - 1-й етап | 2    |          |
| 10-8-2011  | Сан-Хосе (Коста-Рика) | Коста-Рика | 0 – 2     | Еквадор   | товариський матч             | -    | 80'      |
| 7-9-2012   | Кіто                  | Еквадор    | 1 – 0     | Болівія   | Відбір до ЧС 2014            | 1    | 57'      |
| 11-9-2012  | Монтевідео            | Уругвай    | 1 – 1     | Еквадор   | Відбір до ЧС 2014            | 1    | 58'      |
| 12-10-2012 | Кіто                  | Еквадор    | 3 – 1     | Чилі      | Відбір до ЧС 2014            | 2    | 31' 68'  |
| 6-2-2013   | Гімарайнш             | Португалія | 2 – 3     | Еквадор   | товариський матч             | 1    | 63' 71'  |
| 21-3-2013  | Кіто                  | Еквадор    | 5 – 0     | Сальвадор | товариський матч             | 2    | 57'      |
| 26-3-2013  | Кіто                  | Еквадор    | 4 – 1     | Чилі      | Відбір до ЧС 2014            | 1    | 38' 81'  |
| 29-5-2013  | Бока-Ратон            | Німеччина  | 4 – 2     | Еквадор   | товариський матч             | -    | 35'      |
| 7-6-2013   | Ліма                  | Перу       | 1 – 0     | Еквадор   | Відбір до ЧС 2014            | -    | 64'      |
| 11-6-2013  | Кіто                  | Еквадор    | 1 – 1     | Аргентина | Відбір до ЧС 2014            | -    | 59'      |
| 14-8-2013  | Гуаякіль              | Еквадор    | 0 – 2     | Іспанія   | товариський матч             | -    | 72'      |
| 10-9-2013  | Ла-Пас                | Болівія    | 1 – 1     | Еквадор   | Відбір до ЧС 2014            | 1    | 72'      |
| 11-10-2013 | Кіто                  | Еквадор    | 1 – 0     | Уругвай   | Відбір до ЧС 2014            | -    |          |
| 15-10-2013 | Сантьяго              | Чилі       | 2 – 1     | Еквадор   | Відбір до ЧС 2014            | 1    | 89'      |
| 15-11-2013 | Іст-Ратерфорд         | Еквадор    | 0 – 0     | Аргентина | товариський матч             | -    | 73'      |
| 5-3-2014   | Лондон                | Австралія  | 3 – 4     | Еквадор   | товариський матч             | -    | 46'      |
| 17-5-2014  | Амстердам             | Нідерланди | 1 – 1     | Еквадор   | товариський матч             | -    | 38'      |
| 31-5-2014  | Арлінгтон             | Мексика    | 3 – 1     | Еквадор   | товариський матч             | -    | 72'      |
| 4-6-2014   | Маямі-Ґарденс         | Еквадор    | 2 – 2     | Англія    | товариський матч             | -    | 46'      |
| 15-6-2014  | Бразиліа              | Швейцарія  | 2 – 1     | Еквадор   | ЧС 2014 - 1-й етап           | -    | 70'      |
| 20-6-2014  | Куритиба              | Гондурас   | 1 – 2     | Еквадор   | ЧС 2014 - 1-й етап           | -    | 82'      |
| 25-6-2014  | Ріо-де-Жанейро        | Еквадор    | 0 – 0     | Франція   | ЧС 2014 - 1-й етап           | -    | 90'      |
| 28-3-2015  | Лос-Анджелес          | Мексика    | 1 – 0     | Еквадор   | товариський матч             | -    | 74'      |
| 31-3-2015  | Іст-Ратерфорд         | Аргентина  | 2 – 1     | Еквадор   | товариський матч             | -    | 70'      |
| 8-10-2015  | Буенос-Айрес          | Аргентина  | 0 – 2     | Еквадор   | Відбір до ЧС 2018            | 1    | 84'      |
| 13-10-2015 | Кіто                  | Еквадор    | 2 – 0     | Болівія   | Відбір до ЧС 2018            | 1    |          |
| 12-11-2015 | Кіто                  | Еквадор    | 2 – 1     | Уругвай   | Відбір до ЧС 2018            | 1    |          |
| 17-11-2015 | Пуерто-Ордас          | Венесуела  | 1 – 3     | Еквадор   | Відбір до ЧС 2018            | 1    | 82'      |
| 1-9-2016   | Кіто                  | Еквадор    | 0 – 3     | Бразилія  | Відбір до ЧС 2018            | -    | 67'      |
| 6-9-2016   | Ліма                  | Перу       | 2 – 1     | Еквадор   | Відбір до ЧС 2018            | -    |          |
| 6-10-2016  | Кіто                  | Еквадор    | 3 – 0     | Чилі      | Відбір до ЧС 2018            | 1    | 51'      |
| 10-11-2016 | Монтевідео            | Уругвай    | 2 – 1     | Еквадор   | Відбір до ЧС 2018            | 1    |          |
| 15-11-2016 | Кіто                  | Еквадор    | 3 – 0     | Венесуела | Відбір до ЧС 2018            | -    | 82'      |
| 23-3-2017  | Асунсьйон             | Парагвай   | 2 – 1     | Еквадор   | Відбір до ЧС 2018            | 1    |          |
| 28-3-2017  | Кіто                  | Еквадор    | 0 – 2     | Колумбія  | Відбір до ЧС 2018            | -    |          |
| 31-8-2017  | Порту-Алегрі          | Бразилія   | 2 – 0     | Еквадор   | Відбір до ЧС 2018            | -    | 73'      |
| 5-9-2017   | Кіто                  | Еквадор    | 1 – 2     | Перу      | Відбір до ЧС 2018            | -    | 71'      |
| Усього     |                       | Матчів     | 68        |           | Голів (4 місце)              | 22   |          |

## Титули і досягнення
- Бронзовий призер Боліваріанських ігор: 2005
- Володар Кубка Швейцарії (1):

«Базель»: 2006-07
- Володар Суперкубка Італії (2):

«Лаціо»: 2017, 2019
- Володар Кубка Італії (2):

«Лаціо»: 2018-19
«Інтернаціонале»: 2021–22